# 西門·馬里烏斯
西門·馬里烏斯（Simon Marius，1573年1月10日—1624年12月26日）是一位德国天文学家和医生。

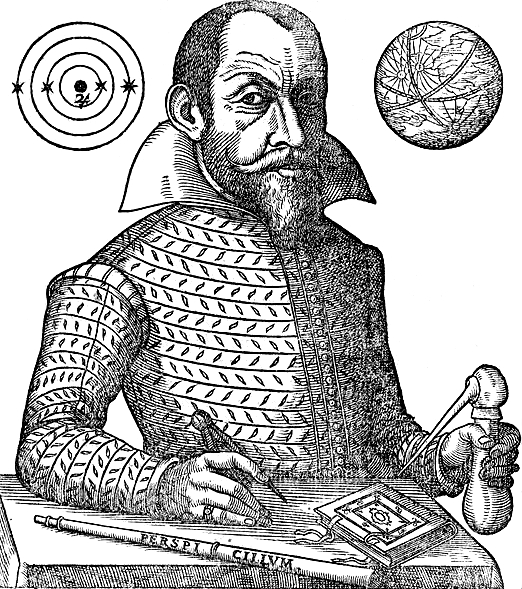
《木星世界》（Mundus iovialis）中的西門·馬里烏斯

## 生平
出生于德国巴伐利亚贡岑豪森。1586年至1601年馬里烏斯在海尔斯布隆上学。在学校里他就已经显示出数学和天文学方面的天才。通过1596年对彗星观察结果的发表以及1599年发表的天文表，馬里烏斯在天文学界赢得了声誉。
1601年馬里烏斯被授任为安斯巴赫伯爵的宫廷数学家，并赴布拉格学习第谷·布拉赫的观测技术，可惜的是第谷在他到达后仅四个月就去世了。随后到1605年，馬里烏斯在帕多瓦大学学医。同时他也是伽利略·伽利莱身边的学者之一。
1604年馬里烏斯观察了一颗彗星，他的学生發表了他的观测结构。此后他回到安斯巴赫，作为宫廷数学家（实际上占星术士）他的任务在于编辑每年的“预言”。1609年馬里烏斯发表了第一部从希腊语原本翻译的德语欧几里得《几何原本》。
1610年馬里烏斯与迦利略同时期，分别独立地发现了木星的四颗大卫星。迦利略指责他抄袭了自己的研究成果。在此前馬里烏斯的学生就已经使用自己的名字发表了迦利略的一份手稿，据说在这个过程中馬里烏斯也已曾经插手。即便如此，馬里烏斯仍建议将这四颗卫星命名为伽利略衛星。迦利略本来打算用美第奇家族成员的名字来命名这四颗卫星，但是这个建议后来没有被采用。这四颗卫星的发现在当时是一个奇迹，因为它们就好像是一个小型的太阳系一样。在日心说战胜地心说的过程中它们起了一个重要作用。
他与其他天文学家同时，也无关联地发现了太阳黑子。1612年他观察到了离银河系最近的大河外星系，仙女座星系。馬里烏斯似乎已经知道了波斯天文学家苏菲在905年左右就已经描写过这个星系，因此他没有自称为是其发现者。直到1923年愛德文·哈勃才使用威尔逊山天文台的2.5米望远镜证明它是一个银河系以外的恒星系统。使用肉眼它看上去只像一朵小云，与一颗5等的恒星几乎没有差别。
馬里烏斯逝世于安斯巴赫。
国际天文学联合会将月球上的一座环形山以他命名。此外他家乡有一座文理中学以他命名。

## 著作
- 《木星世界》

## 网站
- 馬里烏斯专题网站 (全部作品、第二手资料、新闻报道、百科全书词条、活动) （页面存档备份，存于） 数学家，医生和天文学家